# 林裕造
林 裕造（はやし ゆうぞう）は、日本の医学者、医師。国立衛生試験所安全性生物試験研究センター長や、日本健康・栄養食品協会理事長、実験動物中央研究所学術顧問などを務めた。

## 人物・経歴
1954年東京医科歯科大学医学部卒業。医師免許を取得し、1960年東京医科歯科大学大学院病理学専攻修了、医学博士。同年塩野義製薬研究所主任研究員。1964年ウィスコンシン州立大学医学部病理学教室研究参与。1975年食品薬品安全センター試験部長。1980年国立衛生試験所病理部長。1991年国立衛生試験所安全性生物試験研究センター長。1995年定年退官、北里大学薬学部客員教授。2000年実験動物中央研究所学術顧問。2002年食品保健情報交流協議会理事長。2006年日本健康・栄養食品協会理事長。2010年日本健康・栄養食品協会顧問。2017年5月23日、没、享年87。